# Мендризио
Мендризио (на италиански: Mendrisio) е курортен град в Югоизточна Швейцария. Главен административен център на едноименния окръг Мендризио. Разположен е на 18 km на юг от Лугано и на около 5 km от границата с Италия. Първите сведения за града като населено място датират от 793 г. Жп възел. Населението му е 11 989 души по данни от преброяването през 2009 г.

## Квартали
На 4 април 2004 г. село Салорино е присъединено към Мендризио. На 5 април 2009 г. са присъединени селата Арцо, Каполаго, Дженестрерио, Ранкате и Тремона.

## Личности
Родени
- Клей Регацони, пилот от Формула 1